# DKW-Vemag Fissore
Der DKW-Vemag Fissore ist eine zweitürige Limousine, die der brasilianische Automobilhersteller Vemag von 1964 bis 1967 baute. Das Auto hat ein Chassis und einen Zweitaktmotor von DKW, aber eine eigenständige Karosserie, die das italienische Designstudio Fissore entwarf. Der DKW-Vemag Fissore ist mittlerweile ein seltener Klassiker.

## Entstehungsgeschichte

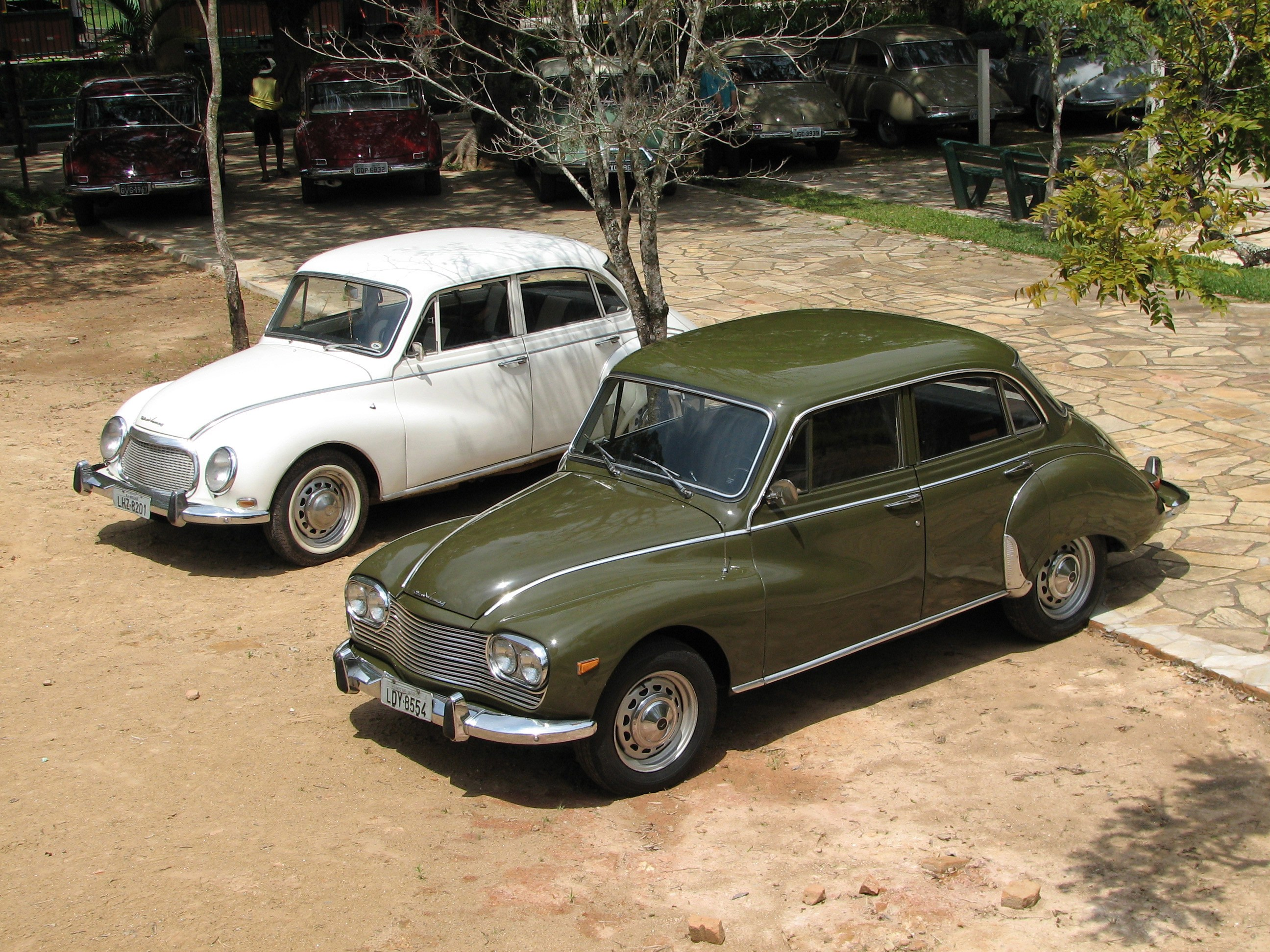
Technische Basis des Fissore: DKW-Vemag Belcar

Das 1945 in São Paulo gegründete Unternehmen Vemag (Veículos e Máquinas Agrícolas) war anfänglich ein Montagebetrieb für US-amerikanische Studebaker-Modelle. Nachdem sich die deutsche Auto Union GmbH an dem Unternehmen beteiligt hatte, begann Vemag 1956, zusätzlich DKW-Modelle zu bauen. Anfänglich wurden die Autos aus Teilen zusammengesetzt, die aus Deutschland zugeliefert wurden. So entstanden der Kombi DKW F 91 Universal und der Vemag Candango, eine Variante des DKW Munga. 1958 legte Vemag eine komplette Eigenproduktion nach DKW-Lizenz auf. Das erste Modell war der viertürige DKW F 94 (sogenannter Großer DKW 3=6), der in Brasilien zunächst weitgehend unverändert als Grande DKW-Vemag und später als Belcar verkauft wurde.
Ab 1961 entwickelte Vemag ein oberhalb des Belcar positioniertes Modell. Mit ihm wollte das Unternehmen in einen höherwertigen Marktbereich vordringen. Das Ergebnis war der DKW-Vemag Fissore, der die Technik des Belcar mit völlig neuen, einer in Italien entworfenen zeitgemäßen Karosserie verband. Das Designstudio Fissore wurde auch zum Namensgeber des neuen Modells.
Nachdem Fissore 1962 in Italien die ersten Prototypen hergestellt hatte, brachte Vemag 1964 das Serienmodell aus heimischer Fertigung auf den Markt. Der Fissore blieb bis 1967 parallel zum Belcar im Programm. Er war etwa 25 Prozent teurer als der Belcar. Der Fissore entstand nur in geringen Stückzahlen; er erfüllte die Erwartungen, die in ihn gesetzt wurden, nicht. Seine Produktion endete 1967, nachdem Vemag vom Volkswagen-Konzern übernommen worden war, der seit 1953 mit VW do Brasil einen eigenen brasilianischen Produktionsbetrieb unterhielt.

## Modellbeschreibung

### Karosserie

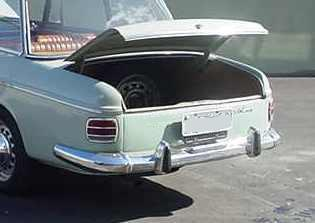
Heckpartie

Den Aufbau des DKW-Vemag Fissore gestaltete der italienische Designer Franco Maina für die Carrozzeria Fissore.
Das Auto war ausschließlich als zweitürige Stufenhecklimousine erhältlich. Im Gegensatz zu den älteren DKW-Modellen folgt die Karosserie mit einer klaren optischen Trennung von Motor-, Fahrgast- und Kofferraum dem sogenannten Drei-Box-Design. Die Gürtellinie ist waagerecht, im oberen Drittel der Wagenflanken verläuft eine breite Zierleiste von vorn nach hinten. Die Fahrzeugsäulen stehen vorn und hinten steil. Die Säulen sind – wie auch bei anderen zeitgenössischen Fissore-Entwürfen – sehr dünn; sie ermöglichen eine großflächige Verglasung und eine gute Rundumsicht. Vorn sind oval eingefasste runde Doppelscheinwerfer installiert; die Kühleröffnung ist mit waagerechten Chromstreben verkleidet. Die Rückleuchten sind in den hinteren Kotflügel eingelassen und reichen in die Wagenflanken hinein.

### Fahrwerk
Der DKW-Vemag Fissore hat einen Rohrrahmen aus Kastenprofilen mit nach außen gekröpften Längsträgern („Fischbauchrahmen“). Er entspricht der in dieser Zeit bei DKW üblichen Bauform. Die Vorderräder sind an unteren Dreiecksquerlenkern und oberer Querblattfeder einzeln aufgehängt, hinten ist eine Starrachse mit Längsschubstreben und hochliegender Querblattfeder eingebaut. Das Fahrwerk hat vorn und hinten Teleskopstoßdämpfer.

### Motorisierung und Kraftübertragung
Der DKW-Vemag Fissore hat einen Dreizylinder-Zweitaktmotor mit 981 cm³ Hubraum (Bohrung × Hub: 74 mm × 76 mm) und Lubrimat-Schmierung (Frischölschmierung). Das Verdichtungsverhältnis beträgt 8 : 1. Das Gemisch wird von einem Brosol-40-CIB-Vergaser aufbereitet. Die Motorleistung wurde angehoben.
Die Motoren im Fissore trugen die Zusatzbezeichnung „S“. Sie sollten mit angeblich 60 SAE-PS etwa 10 PS stärker als die Motoren sein, die in den günstigeren Vemag-Modellen eingebaut waren. Tatsächlich waren die „S“-Motoren völlig baugleich mit den übrigen DKW-Motoren. Bei der Qualitätskontrolle nach dem Zusammenbau wurden die Motoren aussortiert, von denen man eine höhere Leistung als üblich erwartete; sie wurden dann als „S“-Motoren in die Fissore-Modelle eingebaut. Die werksseitig angegebene Leistung erreichten nur die wenigsten „S“-Motoren; im Regelfall lag ihre Leistung bei 54 bis 56 PS.
Serienmäßig wurde ein voll synchronisiertes handgeschaltetes Vierganggetriebe mit Freilauf geliefert; gegen Aufpreis war ein Saxomat erhältlich. In jedem Fall wird die Kraft auf die Vorderräder übertragen.

## Produktion
Der DKW-Vemag Fissore wurde von 1964 bis 1967 in São Paulo produziert. Er blieb ein Außenseitermodell. In vier Jahren entstanden insgesamt lediglich etwa 2500 Fahrzeuge. Eine Quelle spricht von 2489 Autos, eine andere von 2638 Fahrzeugen. Vemag produzierte jährlich zehnmal so viele Belcar wie Fissore.
In der Preisklasse des Fissore stand vor allem der veraltete Zweitaktantrieb einer weiteren Verbreitung entgegen.